# Jacques Auguste de Thou
Pour les articles homonymes, voir Thou.
Jacques Auguste de Thou, né le 8 octobre 1553 à Paris, où il est mort le 7 mai 1617, est un magistrat, historien, chroniqueur, écrivain, bibliophile et homme politique français.

## Biographie
Fils de Christophe de Thou (1508-1582), premier président du parlement de Paris, neveu de Nicolas de Thou, évêque de Chartres de 1573 à 1598, il fit ses études de droit dans plusieurs universités françaises, principalement à Valence.
Sa faible constitution et sa position de cadet le désignent pour une carrière ecclésiastique : il devient chanoine du cloître Notre-Dame en 1573, puis conseiller clerc au Parlement en 1578.
Lors de son voyage en Italie (1572-76), où il accompagna l'ambassadeur Paul de Foix, puis lorsqu'il s'installa en Guyenne, il eut toujours pour but de rencontrer les esprits les plus éminents de son temps, tels que Marc-Antoine Muret, Paul Manuce, François Viète, dont il laissera une biographie, ou Montaigne. C'est également en Guyenne qu'il rencontra Henri de Navarre, le futur Henri IV.
En 1584, à la demande de sa famille, il abandonne la carrière ecclésiastique pour devenir maître des requêtes au parlement de Paris en 1585 et conseiller d'État en 1588, il s'opposa à la Ligue.
Fidèle à Henri III, il le suit à Chartres après la journée des barricades en 1588, puis part en mission dans les provinces pour annoncer la réunion des États généraux.
Après l'assassinat du duc de Guise, il œuvra à la réconciliation de Henri III et Henri de Navarre en avril 1589, et alla en Allemagne avec Gaspard de Schomberg chercher l'appui des princes protestants contre la Ligue.
À la mort d'Henri III, il entra au service d'Henri de Navarre, avec lequel il vécut cinq ans en campagne. En 1593, Henri IV le nomme grand maître de la Librairie du Roi. Il permit l'acquisition d'environ 800 volumes de la collection de manuscrits de Catherine de Médicis (1594), la plupart en grec ancien.
Il prit une part importante aux conférences de Suresnes, qui préparèrent l'entrée de Henri IV dans Paris le 22 mai 1594, ainsi qu'à la rédaction de l'édit de Nantes (1598). Président à mortier en 1595, il fait enregistrer l'Édit de Nantes en 1598.
Après la mort de Henri IV et après sa condamnation par l'Église, la charge de premier président, qui lui avait été promise, est offerte le 9 avril 1611 par Marie de Médicis à un autre magistrat, le très catholique Nicolas de Verdun. De Thou, très dépité, doit se contenter d'une place au Conseil des Finances (qui remplaça la charge de surintendant des finances de 1611 à 1614).
Pendant la régence de Marie de Médicis, il prit part aux négociations des traités de Sainte-Menehould (1614) et de Loudun (1616) entre la Cour et Condé. Il se servit de son influence dans les conseils royaux pour soutenir le gallicanisme, et il réussit à éviter l'application des traités tridentins en France ce qui lui attire l'hostilité de la papauté.

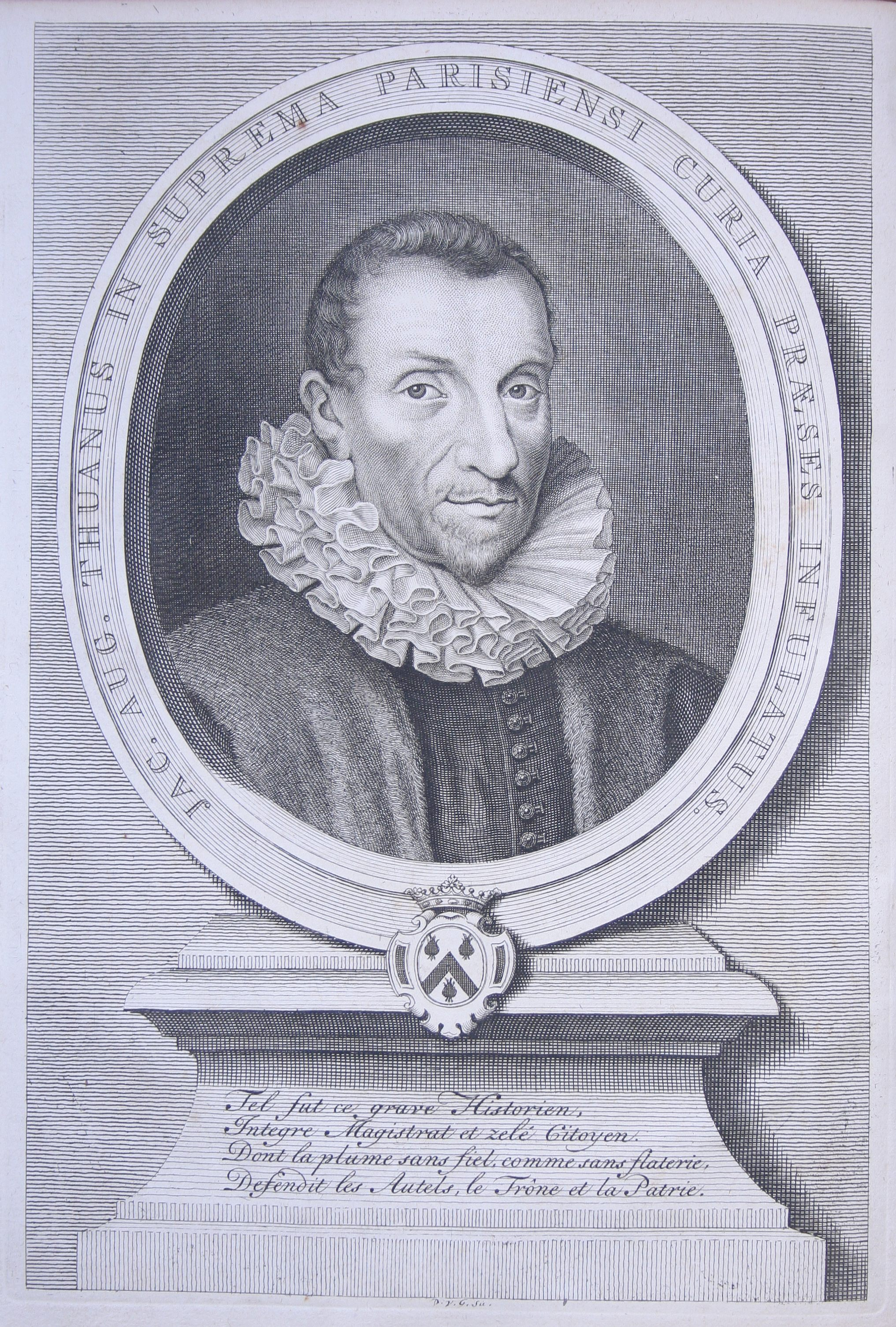
Portrait en frontispice de l'édition de 1740 (exemplaire de la bibliothèque patrimoniale de Gray).

Latiniste éminent, il publia plusieurs ouvrages de poèmes latins, notamment à Tours, chez Jamet Mettayer mais sa célébrité lui vient de ses Historiæ sui temporis, histoire de son temps portant sur les années 1543 à 1607, qui sera traduite du latin en français en 1659. Dans cet ouvrage considérable, dont le premier volume paraît en 1604, le magistrat se montre partisan de la tolérance religieuse, attaque les excès du clergé catholique et observe vis-à-vis des protestants une attitude compréhensive, qui fait mettre son ouvrage à l'Index en 1609. Elles furent publiées :
- en 1604, pour la première partie portant sur les années 1546-60 ;
- en 1606, pour la seconde partie portant sur les années 1560-72 ;
- en 1607, pour la troisième partie portant sur les années 1572-74 ;
- en 1608, pour la quatrième partie portant sur les années 1574-84.

Il voulut la mener à bien jusqu'au règne de Henri IV (1610), mais il mourut sans avoir dépassé l'année 1607.
La dernière partie inachevée fut publiée en 1620 par ses amis Pierre Dupuy et Nicolas Rigault.
L'influence du cardinal Arnaud d'Ossat et du cardinal Du Perron fit condamner son œuvre à Rome, et le parlement de Paris répliqua en condamnant le livre du cardinal Robert Bellarmin sur le pouvoir du pape. Finalement, cette mise à l'Index fut levée en 1609.
De Thou commit des erreurs de faits et d'appréciation. Ainsi, dans sa description de Marie Stuart, il fut notamment influencé par Buchanan, ennemi déterminé de la reine. Cela n'empêcha pas son œuvre d'avoir un grand rayonnement : Bossuet lui fit de nombreuses références dans son Histoire des variations et parlait de lui en disant qu'il était un « grand auteur, un historien digne de foi ».
En 1620, sa Vita (Mémoires) fut publiée en latin. Elle couvre la période 1553-1601 et c'est une source importante pour l'histoire religieuse et littéraire de la période. Quelques-uns ont prétendu que son ami Nicolas Rigault en était l'auteur.
Veuf en 1601 de Marie de Barbançon (épousée en 1587, dont il n'eut pas d'enfant), il se remaria l'année suivante avec Gasparde de La Chastre (1577-1616), qui lui donna trois fils et trois filles. Leur fils aîné, François Auguste (1607-1642), fut décapité sur ordre de Richelieu pour avoir gardé le secret dans la conspiration de Cinq-Mars avec les Espagnols. Le deuxième, Achille-Auguste (1608-1635), fut conseiller au parlement de Bretagne. Le troisième, Jacques-Auguste II de Thou, baron de Meslay (1609-1677), fut président de la chambre des enquêtes du parlement de Paris et ambassadeur en Hollande. Ce dernier fils fit réaliser par François Anguier le monument funéraire de son père entre 1644 et 1645, aujourd'hui conservé au musée du Louvre.
Il possédait les domaines d'Angervilliers et de Villebon-sur-Yvette, près de Paris, ainsi que le château de Fromont, à Ris-Orangis, sur la route royale de Paris à Fontainebleau.

## Bibliothèque
Héritier de la fameuse collection de son père, « il se montra à sa hauteur sous le rapport bibliophilique et enrichit sa collection d’un grand nombre de livres curieux et rares ». La bibliothèque amassée par Jacques-Auguste était célèbre, ouverte aux étudiants et aux étrangers. Savante et encyclopédique, restée sans rivale à Paris jusqu'au milieu du XVIIe siècle, elle est considérée comme une des grandes bibliothèques privés de son temps, contenant mille manuscrits et huit mille volumes imprimés, aux reliures systématiquement armoriées.
À sa mort de en 1617, sa bibliothèque est léguée en indivis à ses enfants encore mineurs et administrée par Pierre Dupuy (écrivain). Son fils Jacques-Auguste II de Thou en devint seul propriétaire en 1642. Elle resta dans la famille jusqu'en 1680, année où elle fut presque entièrement rachetée par le président Menars. Elle passa au XVIIIe siècle à la famille de Rohan-Soubise. Elle contenait 12 729 volumes. Elle fut définitivement dispersée en 1789 dans la vente du prince de Rohan-Soubise.

## Publications
- Hieracosophiou, sive De Re Accipitraria Libri Tres. Paris, Mamert Patisson, 1584. Ce poème sur l'art de Chasser au faucon écrit en hexamètres latins a été composé lors de l'année 1581-1582 (quand l'auteur avait 29 ans) en voyageant avec son ami Pierre Pithou à travers Languedoc et Provence où sans aucun doute à cette période la fauconnerie était pratiquée communément.

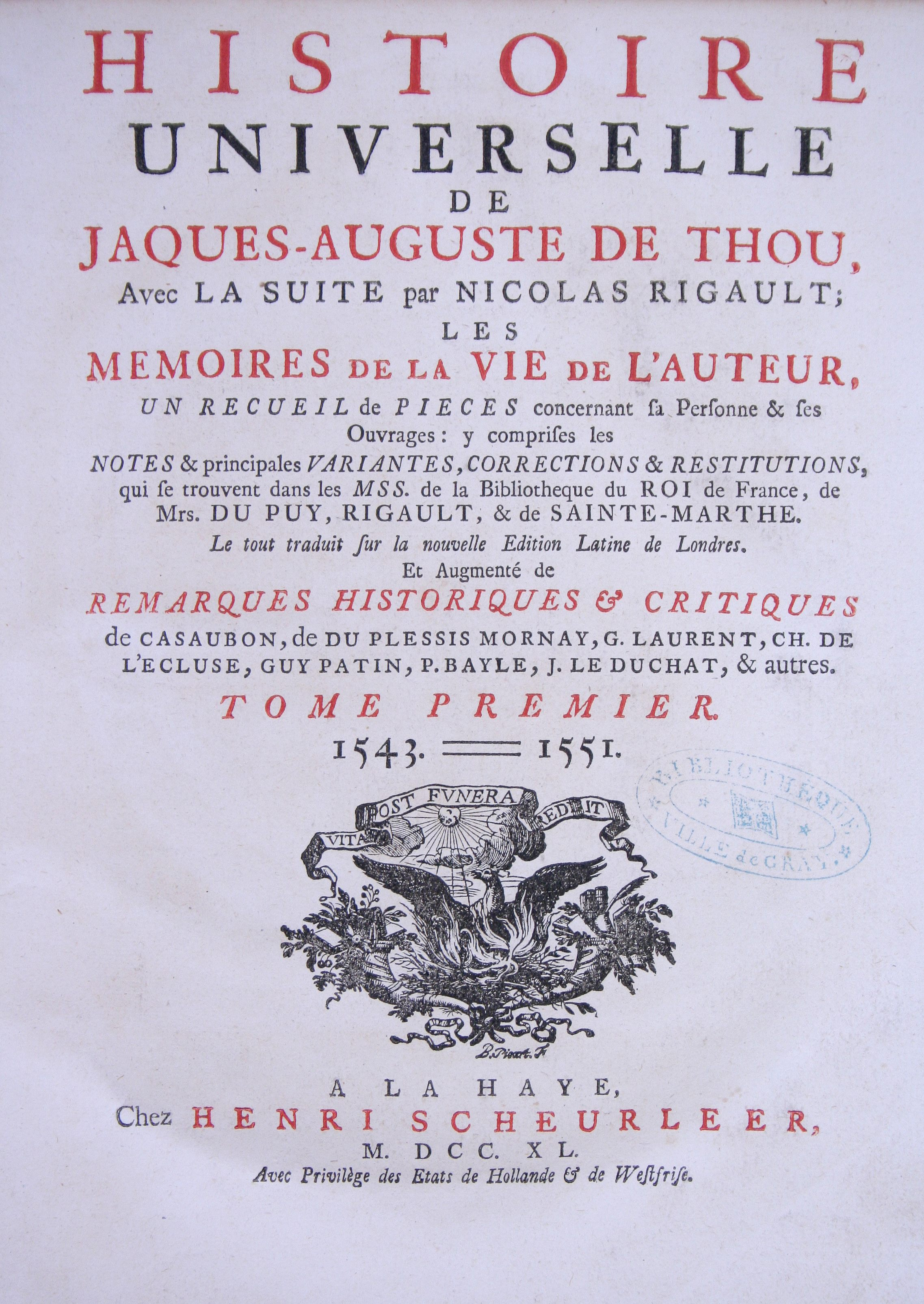
Édition de 1740 (exemplaire de la bibliothèque patrimoniale de Gray)

- Historiæ sui temporis. Principale œuvre de l'historien Jacques Auguste de Thou. Écrite en latin pour un public lettré, son histoire est celle d'une période de grand déchirement et fut commencée en 1593. Henri IV exprima le déplaisir que ce volume lui causait et déclara en avoir commandé « d'arrêter le cours de la vente ». L'œuvre fut mise à l'Index le 14 novembre 1609. Les 12 derniers livres furent écrits entre 1612 et 1614. Son historia sui temporis est un vaste panorama de l'histoire européenne de 1543 à 1607. De Thou y parle avec une sévère liberté du clergé et y montre à l'égard des protestants une indulgence qui fit mettre le livre à l'Index dès 1609.
Le texte latin a été imprimé à Paris, à Genève, à Francfort et à Londres et l'histoire des différentes éditions est assez compliquée (S. Kinser, The Works...) :
  - Paris : veuve de Mamert Patisson, 1604, 1 vol. in-f° seulement, en ligne.
  - Paris : Ambrose et Jérôme Drouart, 1604-1608, 5 vol. in-8°
  - Paris : Ambrose et Jérôme Drouart, 1606-1609, 4 vol. in-f°. Second volume en ligne.
  - Paris : Jérôme Drouart, 1609-1614, 11 vol. in-12
  - Paris : Robert Estienne, 1618, 1 vol. in-f°
  - Genève : Pierre de La Rovière, 1620, 5 vol. in-f°. Tome 1 (livres 1 à 26) en ligne.
  - Genève : héritiers de Pierre de La Rovière, 1626-1630, 5 vol. in-f°
  - Francfort : Kopff, 1608-1621, 4 vol. in-f°
  - Francfort : Kopff, 1609-1658, 4 vol. in-f°
  - Francfort : Kopff, 1614-1621, 5 vol. in-8°
  - Francfort : Kopff et Ostern, 1625-1628, 4 vol. in-f°
  - Londres : Samuel Buckley, 1733, 7 vol. in-f°
- Histoire universelle depuis 1543 jusqu'en 1607. Tome 1er en ligne. Tome 4 en ligne.
Traduite de l'édition latine de Londres. À Londres 1734. Édition la plus complète et également la plus belle. L'érudition de De Thou est immense ; il a lu à peu près tous les historiens français et italiens et il a recueilli beaucoup d'informations de première main. Il lui arrive cependant de commettre des erreurs de fait. Son impartialité est célèbre. On peut même dire qu'à force de vouloir tenir la balance égale entre les deux partis, de Thou l'a fait parfois pencher en faveur des huguenots ou tout au moins des « politiques ». Il exprime les idées des royalistes parlementaires.
- 1598 Petit poème écrit dans la maison d'Antoine Rabelais, malmenant quelque peu son fils François Rabelais.
- Vita (Mémoires), mémoires de sa vie de 1553 à 1601, publiés en latin en 1620 et traduits dès 1711.